# Tamara Eteimo
Tamara Eteimo (nacida el 24 de julio de 1987), también conocida por su nombre artístico Tamara Jones, es una cantante, compositora y actriz nigeriana. 

## Carrera
Desde su debut cinematográfico en Nollywood en 2011, justo después de ganar la séptima edición del reality show Next Movie Star, ha participado en más de 50 películas. Ocupó el segundo lugar en el ranking anual de actrices de Nollywood del director Charles Novia en 2013 y ha sido nominada a numerosos premios. Completó su educación primaria y secundaria en Port Harcourt antes de inscribirse en la Universidad de Port Harcourt para estudiar Artes Teatrales. En mayo de 2010, había lanzado los sencillos "Vibrate" y "Na Only you" de su álbum debut.

## Filmografía
| Año  | Película                     |
| ---- | ---------------------------- |
| 2012 | Survival                     |
| 2013 | Mrs Somebody                 |
| 2013 | Finding Mercy                |
| 2013 | Desperate Housegirls         |
| 2013 | Somewhere Down The Line      |
| 2013 | Dry-Next Page                |
| 2014 | Falling                      |
| 2014 | Cobweb                       |
| 2014 | A Long Night                 |
| 2014 | The Scorned Help             |
| 2014 | Cheating Experience          |
| 2014 | Kopa                         |
| 2014 | Red Lights Off               |
| 2014 | Green Eyed                   |
| 2014 | Oyoma                        |
| 2014 | Unblissful                   |
|      | Dry                          |
| 2015 | Virgin Bride                 |
| 2015 | It's About Your Husband      |
| 2015 | The Good Samaritan           |
| 2015 | Gone Grey                    |
| 2015 | Fast Cash                    |
| 2016 | Class Of 21                  |
| 2016 | Hotel Choco                  |
| 2016 | Time To HeaL                 |
| 2016 | Candle                       |
| 2016 | The Guilt                    |
| 2016 | Scratched                    |
| 2016 | Death Trap                   |
| 2016 | Blind Spot                   |
| 2016 | The X-List                   |
| 2016 | One Monday Morning           |
| 2016 | Lost in Lust                 |
| 2016 | A Walk in the Dark           |
| 2016 | Brown Envelope               |
| 2016 | Next Door                    |
| 2017 | The Three Tramps and The Law |
| 2017 | 33hours                      |
| 2017 | My Game                      |
| 2017 | Black Men Rock               |
| 2017 | Fair Lady                    |
| 2017 | Family                       |
| 2012 | Dormitory 8                  |
|      | This Life                    |
|      | Itohan                       |
| 2013 | Meet the Neighbors           |
| 2014 | Mama Bomboy                  |
| 2014 | Emerald                      |
| 2015 | Dear Diary                   |
| 2015 | The Other Side               |
|      | Macbeth                      |
|      | Closed Doors                 |
|      | Pepper soup                  |
|      | Calabar woman                |